# Clasificación de FIBA África para la Copa Mundial de Baloncesto de 2019
La clasificación de FIBA África para la Copa Mundial de Baloncesto de China de 2019 fue el primer torneo que determinó los clasificados por parte del continente africano a la Copa Mundial de 2019. La competición dio comienzo en noviembre de 2017 y culminó en febrero de 2019.
FIBA África cuenta con cinco cupos para el mundial, los cuales serán disputados por 16 equipos que han clasificado a la «división A» durante 2016. El resto de los equipos pertenecientes al organismo disputarán la Clasificatoria al AfroCan 2019.

## Equipos participantes
Los 16 equipos elegidos para participar surgieron de distintos torneos regionales que los clasificaron al AfroBasket 2017.
| - Angola - Camerún - Costa de Marfil - Egipto - Guinea - Malí - Marruecos - Mozambique | - Nigeria - República Centroafricana - República Democrática del Congo - Ruanda - Senegal - Sudáfrica - Túnez - Uganda |

## Modo de disputa
Los 16 equipos participantes se dividen en cuatro grupos (A, B, C y D) de cuatro equipos cada uno. Dentro de su grupo los equipos se enfrentan dos veces, una como local y otra como visitante, en fechas estipuladas por la FIBA llamadas «ventanas». Cada ventana tiene un partido como local y un partido como visitante para cada seleccionado.
Los peores equipos de cada grupo deben revalidar su posición en la División A ante cuatro equipos de la División B.
Los mejores tres equipos de cada grupo avanzan de fase y se los reordena en dos grupos (E y F) de seis equipos. En estos nuevos grupos juegan contra los tres rivales a los que no se han enfrentado previamente en tres ventanas más. Los dos mejores de cada grupo y el mejor tercero acceden a la Copa Mundial de la FIBA. Los siete equipos eliminados mantienen su condición de selección de División A.

### Calendario
Como han determinado desde FIBA, el nuevo torneo se disputa mediante «ventanas» en las cuales los seleccionados se enfrentan entre ellos y las competencias domésticas no se disputan, con el fin que los diferentes participantes puedan contar con todos los jugadores que deseen.
Ventanas
| - 20 al 28 de noviembre de 2017 - 19 al 27 de febrero de 2018 - 25 de junio al 3 de julio de 2018 | - 14 de agosto al 16 de septiembre de 2018 - 30 de noviembre al 2 de diciembre de 2018 - 22 al 24 de febrero de 2019 |

### Sorteo
Los 16 participantes se dividieron según su posición en la clasificación de FIBA y según criterios geográficos. Se armaron 6 bombos, 4 con dos equipos y 2 con 4 equipos cada uno. El sorteo fue el 7 de mayo.
| Bombo 1 - Nigeria - Túnez | Bombo 2 - Angola - Senegal | Bombo 3 - Costa de Marfil - Egipto | Bombo 4 - Camerún - Malí | Bombo 5 - Marruecos - Mozambique - Sudáfrica - Uganda | Bombo 6 - República Democrática del Congo - por definir - Ruanda - Guinea |

Los integrantes de los bombos 1 y 4 quedan sorteados en los grupos 1 y 2 de la clasificación. Los integrantes de los bombos 2 y 3 quedan sorteados en los grupos 3 y 4. Los integrantes de los bombos 5 y 6 se sortean en todos los grupos. Aparte, se sortea el orden de los partidos.
| Grupo A 1. Guinea 2. Sudáfrica 3. Camerún 4. Túnez | Grupo B 1. Uganda 2. Ruanda 3. Malí 4. Nigeria | Grupo C 1. República Democrática del Congo 2. Angola 3. Marruecos 4. Egipto | Grupo D 1. Senegal 2. Mozambique 3. Costa de Marfil 4. por definir |

## Primera fase

### Grupo A
| Pos | Equipo  | PJ | PG | PP | PF  | PC  | Dif  | Pts | Notas                     |
| --- | ------- | -- | -- | -- | --- | --- | ---- | --- | ------------------------- |
| 1   | Túnez   | 6  | 6  | 0  | 499 | 315 | 184  | 12  | Acceso a la segunda ronda |
| 2   | Camerún | 6  | 4  | 2  | 438 | 381 | 57   | 10  | Acceso a la segunda ronda |
| 3   | Chad    | 6  | 2  | 4  | 383 | 424 | -41  | 8   | Acceso a la segunda ronda |
| 4   | Guinea  | 6  | 0  | 6  | 336 | 536 | -200 | 6   |                           |

Primera ventana
| 24 de noviembre de 2017 | Guinea                                          | 56–96                                 | Túnez                                              | Yaundé                                                                                            |  |
| 18:00 (UTC+1)           | Parciales: 18–27, 11–20, 10–29, 17–20           | Parciales: 18–27, 11–20, 10–29, 17–20 | Parciales: 18–27, 11–20, 10–29, 17–20              |                                                                                                   |  |
|                         | Estadísticas M. Souare 14 G. Conde 6 Y. Sylla 3 | Reporte Pts Reb Asts                  | Estadísticas 16 N. Knioua 8 R. Slimane 6 N. Knioua | Pabellón: Palacio de Deportes de Warda Árbitros: Tonton Banza Kalume Amr Aboollo Antonio Bernardo |  |

| 24 de noviembre de 2017 | Chad                                                         | 60–65                                | Camerún                                           | Yaundé                                                                                     |  |
| 20:30 (UTC+1)           | Parciales: 13–17, 14–13, 24–16, 9–19                         | Parciales: 13–17, 14–13, 24–16, 9–19 | Parciales: 13–17, 14–13, 24–16, 9–19              |                                                                                            |  |
|                         | Estadísticas P. Nakidjim 15 P. Nakidjim 14 A. Noubaramadji 4 | Reporte Pts Reb Asts                 | Estadísticas 20 J. Nzeulie 12 K. Kadji 3 S. Njoya | Pabellón: Palacio de Deportes de Warda Árbitros: Samir Abaakil Hassane Kamate Wael Mostafa |  |

| 25 de noviembre de 2017 | Túnez                                                     | 101–40                               | Chad                                                     | Yaundé                                                                                        |  |
| 18:00 (UTC+1)           | Parciales: 21–7, 23–12, 33–11, 24–10                      | Parciales: 21–7, 23–12, 33–11, 24–10 | Parciales: 21–7, 23–12, 33–11, 24–10                     |                                                                                               |  |
|                         | Estadísticas Z. Chennoufi 15 M. Ben Romdhane 9 O. Abada 6 | Reporte Pts Reb Asts                 | Estadísticas 17 M. Koibe 8 P. Nakidjim 4 A. Noubaramadji | Pabellón: Palacio de Deportes de Warda Árbitros: Antonio Bernardo Hassane Kamate Wael Mostafa |  |

| 25 de noviembre de 2017 | Camerún                                          | 116–78                                | Guinea                                         | Yaundé                                                                                   |  |
| 20:30 (UTC+1)           | Parciales: 28–22, 28–21, 31–17, 29–18            | Parciales: 28–22, 28–21, 31–17, 29–18 | Parciales: 28–22, 28–21, 31–17, 29–18          |                                                                                          |  |
|                         | Estadísticas K. Kadji 20 F. Yangue 9 G. Pitard 5 | Reporte Pts Reb Asts                  | Estadísticas 16 Y. Sylla 5 M. Youla 4 Y. Sylla | Pabellón: Palacio de Deportes de Warda Árbitros: Samir Abaakil Amr Aboollo Babacar Gueye |  |

| 26 de noviembre de 2017 | Guinea                                          | 51–85                                 | Chad                                                      | Yaundé                                                                                           |  |
| 18:00 (UTC+1)           | Parciales: 10–20, 13–16, 10–33, 18–16           | Parciales: 10–20, 13–16, 10–33, 18–16 | Parciales: 10–20, 13–16, 10–33, 18–16                     |                                                                                                  |  |
|                         | Estadísticas Y. Sylla 12 Y. Sylla 9 B. Diallo 3 | Reporte Pts Reb Asts                  | Estadísticas 21 R. Nato 15 P. Nakidjim 12 A. Noubaramadji | Pabellón: Palacio de Deportes de Warda Árbitros: Wael Mostafa Tonton Banza Kalume Hassane Kamate |  |

| 26 de noviembre de 2017 | Camerún                                           | 66–67                                 | Túnez                                                    | Yaundé                                                                                      |  |
| 20:30 (UTC+1)           | Parciales: 15–25, 13–11, 22–18, 16–13             | Parciales: 15–25, 13–11, 22–18, 16–13 | Parciales: 15–25, 13–11, 22–18, 16–13                    |                                                                                             |  |
|                         | Estadísticas W. Narace 19 W. Narace 10 K. Kadji 4 | Reporte Pts Reb Asts                  | Estadísticas 15 M. Hadidane 9 M. Ben Romdhane 4 O. Abada | Pabellón: Palacio de Deportes de Warda Árbitros: Antonio Bernardo Amr Aboollo Babacar Gueye |  |

Segunda ventana
| 29 de junio de 2018 | Camerún                                                                           | 73–72                                 | Chad                                                                | Radès                                                                                               |  |
| 19:00 (UTC+1)       | Parciales: 15–23, 21–16, 23–13, 14–20                                             | Parciales: 15–23, 21–16, 23–13, 14–20 | Parciales: 15–23, 21–16, 23–13, 14–20                               | |  |
|                     | Estadísticas R. Songolo Ngijol 19 A. W. Adala Moto 9 M. F. Ipouck y J. N'zeulie 2 | Reporte Pts Reb Asts                  | Estadísticas 24 M. Koibe 7 R. N. Kolmia y O. Ndilngar 6 O. Ndilngar | Pabellón: Pabellón Polideportivo de Radès Árbitros: Mathurin N'Guessan Babacar Gueye Youssouf Maiga |  |

| 29 de junio de 2018 | Túnez                                                            | 94–54                                | Guinea                                                        | Radès                                                                                             |  |
| 22:00 (UTC+1)       | Parciales: 16–7, 23–15, 26–18, 29–14                             | Parciales: 16–7, 23–15, 26–18, 29–14 | Parciales: 16–7, 23–15, 26–18, 29–14                          |                                                                                                   |  |
|                     | Estadísticas R. Slimane 19 F. Lahiani 8 O. Abada y M. Hadidane 6 | Reporte Pts Reb Asts                 | Estadísticas 22 M. Lamine Queta 13 M. Lamine Queta 3 Y. Sylla | Pabellón: Pabellón Polideportivo de Radès Árbitros: Amr Aboollo Mart Uuehendrik Aboulaye Kamagate |  |

| 30 de junio de 2018 | Guinea                                     | 48–65                              | Camerún                                                         | Radès                                                                                         |  |
| 16:30 (UTC+1)       | Parciales: 16–16, 17–7, 8–17, 7–25         | Parciales: 16–16, 17–7, 8–17, 7–25 | Parciales: 16–16, 17–7, 8–17, 7–25                              |                                                                                               |  |
|                     | Estadísticas M. Souare 12 A. Sy 7 Varios 2 | Reporte Pts Reb Asts               | Estadísticas 15 F. T. Bogmis 8 M. F. Ipouck 4 R. Songolo Ngijol | Pabellón: Pabellón Polideportivo de Radès Árbitros: Amr Aboollo Mart Uuehendrik Babacar Gueye |  |

| 30 de junio de 2018 | Chad                                                     | 46–85                               | Túnez                                         | Radès                                                                                                   |  |
| 22:00 (UTC+1)       | Parciales: 21–25, 8–18, 10–25, 7–17                      | Parciales: 21–25, 8–18, 10–25, 7–17 | Parciales: 21–25, 8–18, 10–25, 7–17           | |  |
|                     | Estadísticas O. Ndilngar 15 P. Nakidjim 11 O. Ndilngar 2 | Reporte Pts Reb Asts                | Estadísticas 23 O. Abada 6 Varios 4 N. Knioua | Pabellón: Pabellón Polideportivo de Radès Árbitros: Aboulaye Kamagate Mathurin N'Guessan Youssouf Maiga |  |

| 1 de julio de 2018 | Chad                                                   | 80–49                                | Guinea                                    | Radès                                                                                              |  |
| 16:30 (UTC+1)      | Parciales: 22–9, 14–17, 20–13, 24–10                   | Parciales: 22–9, 14–17, 20–13, 24–10 | Parciales: 22–9, 14–17, 20–13, 24–10      | |  |
|                    | Estadísticas P. Nakidjim 23 M. Koibe 12 O. Ndilngar 10 | Reporte Pts Reb Asts                 | Estadísticas 12 D. Kaba 6 A. Sy 3 D. Kaba | Pabellón: Pabellón Polideportivo de Radès Árbitros: Babacar Gueye Aboulaye Kamagate Youssouf Maiga |  |

| 1 de julio de 2018 | Túnez                                                          | 56–53                               | Camerún                                                             | Radès                                                                                              |  |
| 22:00 (UTC+1)      | Parciales: 19–7, 17–15, 9–20, 11–11                            | Parciales: 19–7, 17–15, 9–20, 11–11 | Parciales: 19–7, 17–15, 9–20, 11–11                                 | |  |
|                    | Estadísticas M. Ben Romdhane 20 M. Ben Romdhane 7 R. Slimane 4 | Reporte Pts Reb Asts                | Estadísticas 11 B. Mbala Mendzana 5 R. Songolo Ngijol 3 J. N'zeulie | Pabellón: Pabellón Polideportivo de Radès Árbitros: Amr Aboollo Mathurin N'Guessan Mart Uuehendrik |  |

### Grupo B
| Pos | Equipo  | PJ | PG | PP | PF  | PC  | Dif | Pts | Notas                     |
| --- | ------- | -- | -- | -- | --- | --- | --- | --- | ------------------------- |
| 1   | Nigeria | 6  | 6  | 0  | 605 | 387 | 218 | 12  | Acceso a la segunda ronda |
| 2   | Ruanda  | 6  | 3  | 3  | 434 | 519 | -85 | 9   | Acceso a la segunda ronda |
| 3   | Malí    | 6  | 2  | 4  | 428 | 487 | -59 | 8   | Acceso a la segunda ronda |
| 4   | Uganda  | 6  | 1  | 5  | 466 | 540 | -74 | 7   |                           |

Primera ventana
| 23 de febrero de 2018 | Uganda                                             | 86–102                                | Nigeria                                                          | Bamako                                                                                             |  |
| 15:30 (UTC+0)         | Parciales: 27–18, 19–29, 20–28, 20–27              | Parciales: 27–18, 19–29, 20–28, 20–27 | Parciales: 27–18, 19–29, 20–28, 20–27                            | |  |
|                       | Estadísticas J. Enabu 27 B. Sebirumbi 5 R. Odoch 3 | Reporte Pts Reb Asts                  | Estadísticas 20 M. Efevberha 7 I. Somtochukwu Diogu 9 B. C. Uzoh | Pabellón: Palais des Sports Salamatou Maiga Árbitros: Samir Abaakil Aboulaye Kamagate Saber Rezgui |  |

| 23 de febrero de 2018 | Ruanda                                             | 74–70                                 | Malí                                             | Bamako |  |
| 18:00 (UTC+0)         | Parciales: 14–12, 17–17, 16–19, 27–22              | Parciales: 14–12, 17–17, 16–19, 27–22 | Parciales: 14–12, 17–17, 16–19, 27–22            | |  |
|                       | Estadísticas K. Gasana 16 K. Kabange 7 A. Mugabe 6 | Reporte Pts Reb Asts                  | Estadísticas 21 I. Djambo 14 D. Ballo 4 M. Kante | Pabellón: Palais des Sports Salamatou Maiga Árbitros: Arnaud Kom Njilo Tarek Ben Ltaifa Kouakou Toussaint Niamien |  |

| 24 de febrero de 2018 | Nigeria                                               | 108–53                                | Ruanda                                              | Bamako                                                                                                |  |
| 15:30 (UTC+0)         | Parciales: 31–13, 24–15, 29–12, 24–13                 | Parciales: 31–13, 24–15, 29–12, 24–13 | Parciales: 31–13, 24–15, 29–12, 24–13               | |  |
|                       | Estadísticas M. Efevberha 16 C. Obekpa 7 B. C. Uzoh 6 | Reporte Pts Reb Asts                  | Estadísticas 15 E. Kaje 5 E. Kaje 2 H. Ruhezamihigo | Pabellón: Palais des Sports Salamatou Maiga Árbitros: Arnaud Kom Njilo Tarek Ben Ltaifa Babacar Gueye |  |

| 24 de febrero de 2018 | Malí                                            | 79–76                                | Uganda                                            | Bamako |  |
| 18:00 (UTC+0)         | Parciales: 17–12, 9–16, 24–23, 29–25            | Parciales: 17–12, 9–16, 24–23, 29–25 | Parciales: 17–12, 9–16, 24–23, 29–25              | |  |
|                       | Estadísticas M. Keita 22 N. Diarra 8 M. Kante 7 | Reporte Pts Reb Asts                 | Estadísticas 18 R. Odoch 10 S. Ocitti 4 S. Ocitti | Pabellón: Palais des Sports Salamatou Maiga Árbitros: Samir Abaakil Aboulaye Kamagate Kouakou Toussaint Niamien |  |

| 25 de febrero de 2018 | Uganda                                         | 79–63                                 | Ruanda                                           | Bamako |  |
| 15:30 (UTC+0)         | Parciales: 28–16, 20–11, 15–19, 16–17          | Parciales: 28–16, 20–11, 15–19, 16–17 | Parciales: 28–16, 20–11, 15–19, 16–17            | |  |
|                       | Estadísticas R. Odoch 20 R. Odoch 6 J. Enabu 4 | Reporte Pts Reb Asts                  | Estadísticas 16 K. Gasana 11 E. Kaje 3 K. Gasana | Pabellón: Palais des Sports Salamatou Maiga Árbitros: Tarek Ben Ltaifa Babacar Gueye Kouakou Toussaint Niamien |  |

| 25 de febrero de 2018 | Malí                                           | 59–82                                | Nigeria                                                          | Bamako                                                                                            |  |
| 18:00 (UTC+0)         | Parciales: 5–21, 16–16, 21–20, 17–25           | Parciales: 5–21, 16–16, 21–20, 17–25 | Parciales: 5–21, 16–16, 21–20, 17–25                             |                                                                                                   |  |
|                       | Estadísticas M. Diarra 9 D. Ballo 6 M. Kante 3 | Reporte Pts Reb Asts                 | Estadísticas 22 I. Somtochukwu Diogu 10 C. Obekpa 8 M. Efevberha | Pabellón: Palais des Sports Salamatou Maiga Árbitros: Arnaud Kom Njilo Samir Abaakil Saber Rezgui |  |

Segunda ventana
| 29 de junio de 2018 | Malí                                              | 72–82                                 | Ruanda                                                     | Lagos                                                                                      |  |
| 18:00 (UTC+1)       | Parciales: 14–25, 19–19, 12–14, 27–24             | Parciales: 14–25, 19–19, 12–14, 27–24 | Parciales: 14–25, 19–19, 12–14, 27–24                      |                                                                                            |  |
|                     | Estadísticas I. Djambo 16 I. Djambo 13 M. Kante 6 | Reporte Pts Reb Asts                  | Estadísticas 23 K. Gasana 10 D. Garrett y E. Kaje 4 Varios | Pabellón: Estadio Nacional de Lagos Árbitros: Antonio Bernardo Hassane Kamate Wael Mostafa |  |

| 29 de junio de 2018 | Nigeria                                                                    | 109–66                                | Uganda                                             | Lagos |  |
| 20:30 (UTC+1)       | Parciales: 30–21, 21–14, 30–17, 28–14                                      | Parciales: 30–21, 21–14, 30–17, 28–14 | Parciales: 30–21, 21–14, 30–17, 28–14              | |  |
|                     | Estadísticas I. Somtochukwu Diogu 24 J. Ifeanyi Nwora 10 C. Apochi Agada 6 | Reporte Pts Reb Asts                  | Estadísticas 18 J. D Mayes 12 D. J. Geu 3 R. Odoch | Pabellón: Estadio Nacional de Lagos Árbitros: Scott Paul Beker Tonton Banza Kalume Kouakou Toussaint Niamien |  |

| 30 de junio de 2018 | Uganda                                                           | 80–95                                 | Malí                                               | Lagos                                                                                                |  |
| 18:00 (UTC+1)       | Parciales: 15–18, 21–16, 25–34, 19–27                            | Parciales: 15–18, 21–16, 25–34, 19–27 | Parciales: 15–18, 21–16, 25–34, 19–27              | |  |
|                     | Estadísticas R. Odoch y J. D Mayes 18 D. J. Geu 12 J. A. Enabu 7 | Reporte Pts Reb Asts                  | Estadísticas 21 M. Kante 7 I. Djambo 8 I. Saounera | Pabellón: Estadio Nacional de Lagos Árbitros: Scott Paul Beker Tonton Banza Kalume Sofiane Si Youcef |  |

| 30 de junio de 2018 | Ruanda                                        | 70–111                              | Nigeria                                                  | Lagos                                                                                                 |  |
| 20:30 (UTC+1)       | Parciales: 24–28, 9–24, 9–30, 28–29           | Parciales: 24–28, 9–24, 9–30, 28–29 | Parciales: 24–28, 9–24, 9–30, 28–29                      | |  |
|                     | Estadísticas E. Kaje 14 E. Kaje 6 A. Mugabe 6 | Reporte Pts Reb Asts                | Estadísticas 24 O. Emegano 11 T. Zanna 4 C. Apochi Agada | Pabellón: Estadio Nacional de Lagos Árbitros: Wael Mostafa Antonio Bernardo Kouakou Toussaint Niamien |  |

| 1 de julio de 2018 | Ruanda                                              | 92–79                                 | Uganda                                              | Lagos |  |
| 18:00 (UTC+1)      | Parciales: 25–23, 18–17, 28–17, 21–22               | Parciales: 25–23, 18–17, 28–17, 21–22 | Parciales: 25–23, 18–17, 28–17, 21–22               | |  |
|                    | Estadísticas K. Gasana 20 D. Garrett 15 K. Gasana 6 | Reporte Pts Reb Asts                  | Estadísticas 18 R. Odoch 10 D. J. Geu 3 J. A. Enabu | Pabellón: Estadio Nacional de Lagos Árbitros: Wael Mostafa Tonton Banza Kalume Kouakou Toussaint Niamien |  |

| 1 de julio de 2018 | Nigeria                                                | 93–53                                | Malí                                                           | Lagos                                                                                           |  |
| 20:30 (UTC+1)      | Parciales: 22–15, 25–10, 24–19, 22–9                   | Parciales: 22–15, 25–10, 24–19, 22–9 | Parciales: 22–15, 25–10, 24–19, 22–9                           |                                                                                                 |  |
|                    | Estadísticas J. Ifeanyi Nwora 36 Varios 5 B. C. Uzoh 6 | Reporte Pts Reb Asts                 | Estadísticas 13 N. Diarra 5 I. Djambo 3 M. Kante y I. Saounera | Pabellón: Estadio Nacional de Lagos Árbitros: Antonio Bernardo Hassane Kamate Sofiane Si Youcef |  |

### Grupo C
| Pos | Equipo                          | PJ | PG | PP | PF  | PC  | Dif | Pts | Notas                     |
| --- | ------------------------------- | -- | -- | -- | --- | --- | --- | --- | ------------------------- |
| 1   | Angola                          | 6  | 4  | 2  | 371 | 369 | 2   | 10  | Acceso a la segunda ronda |
| 2   | Egipto                          | 6  | 3  | 3  | 376 | 387 | -11 | 9   | Acceso a la segunda ronda |
| 3   | Marruecos                       | 6  | 3  | 3  | 382 | 374 | 8   | 9   | Acceso a la segunda ronda |
| 4   | República Democrática del Congo | 6  | 2  | 4  | 407 | 406 | 1   | 8   |                           |

Primera ventana
| 24 de noviembre de 2017 | República Democrática del Congo                    | 61–65                                             | Egipto                                                 | Luanda                                                                                         |  |
| 15:30 (UTC+1)           | Parciales: 13–10, 9–20, 18–15, 15–10 (T.E.: 6–10)  | Parciales: 13–10, 9–20, 18–15, 15–10 (T.E.: 6–10) | Parciales: 13–10, 9–20, 18–15, 15–10 (T.E.: 6–10)      |                                                                                                |  |
|                         | Estadísticas M. Munanga 19 P. Manga 8 M. Munanga 3 | Reporte Pts Reb Asts                              | Estadísticas 18 R. Gunady 7 H. Khalifa 6 A. Abdelhalim | Pabellón: Pavilhão Multiusos do Kilamba Árbitros: Youssouf Maiga Arnaud Kom Njilo Saber Rezgui |  |

| 24 de noviembre de 2017 | Angola                                             | 62–56                                | Marruecos                                               | Luanda                                                                                           |  |
| 18:00 (UTC+1)           | Parciales: 18–18, 10–17, 19–12, 15–9               | Parciales: 18–18, 10–17, 19–12, 15–9 | Parciales: 18–18, 10–17, 19–12, 15–9                    |                                                                                                  |  |
|                         | Estadísticas L. Paulo 13 O. Cipriano 6 C. Morais 3 | Reporte Pts Reb Asts                 | Estadísticas 14 A. El Makssoud 7 M. Choua 1 A. Lahrichi | Pabellón: Pavilhão Multiusos do Kilamba Árbitros: Mathurin N'Guessan Tarek Ben Ltaifa Mbaye Seye |  |

| 25 de noviembre de 2017 | Marruecos                                                 | 88–81                                              | República Democrática del Congo                       | Luanda                                                                                         |  |
| 15:30 (UTC+1)           | Parciales: 19–22, 16–16, 23–13, 17–24 (T.E.: 13–6)        | Parciales: 19–22, 16–16, 23–13, 17–24 (T.E.: 13–6) | Parciales: 19–22, 16–16, 23–13, 17–24 (T.E.: 13–6)    |                                                                                                |  |
|                         | Estadísticas A. Zouita 21 A. El Makssoud 10 A. Lahrichi 6 | Reporte Pts Reb Asts                               | Estadísticas 22 M. Munanga 9 H. Kabasele 5 M. Munanga | Pabellón: Pavilhão Multiusos do Kilamba Árbitros: Mathurin N'Guessan Peter Kirabo Saber Rezgui |  |

| 25 de noviembre de 2017 | Egipto                                               | 64–68                                 | Angola                                              | Luanda                                                                                             |  |
| 18:00 (UTC+1)           | Parciales: 22–11, 13–19, 15–21, 14–17                | Parciales: 22–11, 13–19, 15–21, 14–17 | Parciales: 22–11, 13–19, 15–21, 14–17               | |  |
|                         | Estadísticas I. Elgammal 18 O. Oraby 15 M. Mohamed 3 | Reporte Pts Reb Asts                  | Estadísticas 14 Y. Moreira 7 L. Paulo 4 G. Domingos | Pabellón: Pavilhão Multiusos do Kilamba Árbitros: Arnaud Kom Njilo Tarek Ben Ltaifa Youssouf Maiga |  |

| 26 de noviembre de 2017 | Marruecos                                              | 63–67                                 | Egipto                                                  | Luanda                                                                                     |  |
| 15:30 (UTC+1)           | Parciales: 17–16, 11–18, 14–18, 21–15                  | Parciales: 17–16, 11–18, 14–18, 21–15 | Parciales: 17–16, 11–18, 14–18, 21–15                   |                                                                                            |  |
|                         | Estadísticas A. El Makssoud 13 M. Choua 10 A. Zouita 4 | Reporte Pts Reb Asts                  | Estadísticas 14 R. Gunady 6 I. Elgammal 6 A. Abdelhalim | Pabellón: Pavilhão Multiusos do Kilamba Árbitros: Tarek Ben Ltaifa Peter Kirabo Mbaye Seye |  |

| 26 de noviembre de 2017 | República Democrática del Congo                      | 64–73                                 | Angola                                         | Luanda                                                                                               |  |
| 18:00 (UTC+1)           | Parciales: 13–23, 19–12, 16–20, 16–18                | Parciales: 13–23, 19–12, 16–20, 16–18 | Parciales: 13–23, 19–12, 16–20, 16–18          | |  |
|                         | Estadísticas S. Munanga 14 S. Munanga 9 M. Munanga 3 | Reporte Pts Reb Asts                  | Estadísticas 19 R. Moore 6 L. Paulo 5 L. Paulo | Pabellón: Pavilhão Multiusos do Kilamba Árbitros: Arnaud Kom Njilo Youssouf Maiga Mathurin N'Guessan |  |

Segunda ventana
| 29 de junio de 2018 | Marruecos                                                          | 61–47                               | Angola                                                                 | El Cairo                                                                                           |  |
| 17:30 (UTC+2)       | Parciales: 26–12, 8–10, 16–8, 11–17                                | Parciales: 26–12, 8–10, 16–8, 11–17 | Parciales: 26–12, 8–10, 16–8, 11–17                                    | |  |
|                     | Estadísticas S. Kourodu y A. Lahrichi 10 A. Najah 12 A. Lahrichi 4 | Reporte Pts Reb Asts                | Estadísticas 8 Y. Pires Moreira 8 O. Cipriano 8 O. Cipriano y R. Moore | Pabellón: Cairo Stadium Indoor Halls Complex Árbitros: Tarek Ben Ltaifa Cherubin Leslie Can Mavisu |  |

| 29 de junio de 2018 | Egipto                                                           | 63–77                                 | República Democrática del Congo                           | El Cairo                                                                                        |  |
| 20:00 (UTC+2)       | Parciales: 24–23, 11–16, 15–15, 13–23                            | Parciales: 24–23, 11–16, 15–15, 13–23 | Parciales: 24–23, 11–16, 15–15, 13–23                     |                                                                                                 |  |
|                     | Estadísticas O. T. Oraby 19 O. T. Oraby 12 E. S. A. M. Mohamed 5 | Reporte Pts Reb Asts                  | Estadísticas 17 E. S. Tolembo 7 G. O. Mulomba 4 C. Eyenga | Pabellón: Cairo Stadium Indoor Halls Complex Árbitros: Ognjen Jokic Mbaye Seye Abdelaziz Abassi |  |

| 30 de junio de 2018 | República Democrática del Congo                     | 58–61                                             | Marruecos                                               | El Cairo |  |
| 17:30 (UTC+2)       | Parciales: 15–15, 14–12, 18–12, 4–12 (T.E.: 7–10)   | Parciales: 15–15, 14–12, 18–12, 4–12 (T.E.: 7–10) | Parciales: 15–15, 14–12, 18–12, 4–12 (T.E.: 7–10)       | |  |
|                     | Estadísticas C. Eyenga 19 C. Eyenga 12 C. O. Embo 4 | Reporte Pts Reb Asts                              | Estadísticas 14 Z. El Masbahi 13 A. Najah 5 A. Lahrichi | Pabellón: Cairo Stadium Indoor Halls Complex Árbitros: Cherubin Leslie Abdelaziz Abassi Opeyemi Oluwaseun Ogunleye |  |

| 30 de junio de 2018 | Angola                                                                    | 65–58                                 | Egipto                                                                | El Cairo                                                                                        |  |
| 20:00 (UTC+2)       | Parciales: 17–14, 11–14, 15–16, 22–14                                     | Parciales: 17–14, 11–14, 15–16, 22–14 | Parciales: 17–14, 11–14, 15–16, 22–14                                 |                                                                                                 |  |
|                     | Estadísticas J. L. Henriques Goncalves 16 G. da Silva Domingos 7 Varios 3 | Reporte Pts Reb Asts                  | Estadísticas 24 A. S. M. Abdelhalim 8 A. A. M. Marei 3 A. A. M. Marei | Pabellón: Cairo Stadium Indoor Halls Complex Árbitros: Ognjen Jokic Tarek Ben Ltaifa Mbaye Seye |  |

| 1 de julio de 2018 | Angola                                                                      | 56–66                                 | República Democrática del Congo                                        | El Cairo |  |
| 17:30 (UTC+2)      | Parciales: 12–18, 12–17, 12–13, 20–18                                       | Parciales: 12–18, 12–17, 12–13, 20–18 | Parciales: 12–18, 12–17, 12–13, 20–18                                  | |  |
|                    | Estadísticas Y. Pires Moreira 20 Y. Pires Moreira 10 G. da Silva Domingos 3 | Reporte Pts Reb Asts                  | Estadísticas 17 C. Eyenga 9 J. S. Kasibabu 3 C. Eyenga y E. S. Tolembo | Pabellón: Cairo Stadium Indoor Halls Complex Árbitros: Ognjen Jokic Tarek Ben Ltaifa Opeyemi Oluwaseun Ogunleye |  |

| 1 de julio de 2018 | Egipto                                                                        | 59–53                                 | Marruecos                                                | El Cairo                                                                                     |  |
| 20:00 (UTC+2)      | Parciales: 17–11, 10–12, 18–15, 14–15                                         | Parciales: 17–11, 10–12, 18–15, 14–15 | Parciales: 17–11, 10–12, 18–15, 14–15                    |                                                                                              |  |
|                    | Estadísticas O. T. Oraby 17 O. T. Oraby 9 I. R. Elgammal y H. H. M. Khalifa 7 | Reporte Pts Reb Asts                  | Estadísticas 18 A. El Makssoud 10 A. Najah 6 A. Lahrichi | Pabellón: Cairo Stadium Indoor Halls Complex Árbitros: Cherubin Leslie Mbaye Seye Can Mavisu |  |

### Grupo D
| Pos | Equipo                   | PJ | PG | PP | PF  | PC  | Dif | Pts | Notas                     |
| --- | ------------------------ | -- | -- | -- | --- | --- | --- | --- | ------------------------- |
| 1   | Senegal                  | 6  | 5  | 1  | 425 | 390 | 35  | 11  | Acceso a la segunda ronda |
| 2   | República Centroafricana | 6  | 3  | 3  | 403 | 405 | -2  | 9   | Acceso a la segunda ronda |
| 3   | Costa de Marfil          | 6  | 2  | 4  | 365 | 369 | -4  | 8   | Acceso a la segunda ronda |
| 4   | Mozambique               | 6  | 2  | 4  | 348 | 377 | -29 | 8   |                           |

Primera ventana
| 23 de febrero de 2018 | Senegal                                                | 70–65                                 | República Centroafricana                                 | Maputo                                                                                   |  |
| 16:30 (UTC+2)         | Parciales: 17–19, 18–18, 19–18, 16–10                  | Parciales: 17–19, 18–18, 19–18, 16–10 | Parciales: 17–19, 18–18, 19–18, 16–10                    |                                                                                          |  |
|                       | Estadísticas M. Lamine Sambe 16 I. Thomas 9 D. Thiam 3 | Reporte Pts Reb Asts                  | Estadísticas 20 D. Damachoua 8 J. Grebongo 2 J. Grebongo | Pabellón: Pavilhão do Maxaquene Árbitros: Amr Aboollo Antonio Bernardo Kingsley Ojeaburu |  |

| 23 de febrero de 2018 | Mozambique                                                         | 66–53                                | Costa de Marfil                                    | Maputo                                                                                     |  |
| 19:00 (UTC+2)         | Parciales: 18–17, 12–16, 20–4, 16–16                               | Parciales: 18–17, 12–16, 20–4, 16–16 | Parciales: 18–17, 12–16, 20–4, 16–16               |                                                                                            |  |
|                       | Estadísticas P. da Silva Matos 15 C. Muchate 7 P. da Silva Matos 3 | Reporte Pts Reb Asts                 | Estadísticas 19 N. Abouo 8 M. Diabate 2 M. Diabate | Pabellón: Pavilhão do Maxaquene Árbitros: Cherubin Leslie Wael Mostafa Didier Shema-Maboko |  |

| 24 de febrero de 2018 | Costa de Marfil                                  | 67–60                                | Senegal                                                      | Maputo                                                                                         |  |
| 15:00 (UTC+2)         | Parciales: 13–16, 17–12, 17–9, 20–23             | Parciales: 13–16, 17–12, 17–9, 20–23 | Parciales: 13–16, 17–12, 17–9, 20–23                         |                                                                                                |  |
|                       | Estadísticas N. Abouo 17 N. Abouo 8 M. Diabate 4 | Reporte Pts Reb Asts                 | Estadísticas 12 M. Lamine Sambe 6 X. C. Dalmeida 2 I. Thomas | Pabellón: Pavilhão do Maxaquene Árbitros: Didier Shema-Maboko Tonton Banza Kalume Wael Mostafa |  |

| 24 de febrero de 2018 | República Centroafricana                                     | 52–59                                 | Mozambique                                                  | Maputo                                                                                  |  |
| 17:30 (UTC+2)         | Parciales: 11–11, 14–13, 14–14, 13–21                        | Parciales: 11–11, 14–13, 14–14, 13–21 | Parciales: 11–11, 14–13, 14–14, 13–21                       |                                                                                         |  |
|                       | Estadísticas D. Damachoua 15 Y. Zachée 8 W. Kossangue-Toro 3 | Reporte Pts Reb Asts                  | Estadísticas 16 H. Ubisse 10 C. Muchate 3 P. da Silva Matos | Pabellón: Pavilhão do Maxaquene Árbitros: Amr Aboollo Cherubin Leslie Kingsley Ojeaburu |  |

| 25 de febrero de 2018 | Costa de Marfil                                       | 62–63                                            | República Centroafricana                                | Maputo                                                                                        |  |
| 15:00 (UTC+2)         | Parciales: 11–17, 13–14, 10–8, 21–16 (T.E.: 7–8)      | Parciales: 11–17, 13–14, 10–8, 21–16 (T.E.: 7–8) | Parciales: 11–17, 13–14, 10–8, 21–16 (T.E.: 7–8)        |                                                                                               |  |
|                       | Estadísticas M. Diabate 13 J. Kouassi 12 M. Diabate 4 | Reporte Pts Reb Asts                             | Estadísticas 17 D. Damachoua 18 J. Grebongo 2 Y. Zachée | Pabellón: Pavilhão do Maxaquene Árbitros: Amr Aboollo Tonton Banza Kalume Didier Shema-Maboko |  |

| 25 de febrero de 2018 | Senegal                                                | 60–52                               | Mozambique                                                | Maputo                                                                                  |  |
| 17:30 (UTC+2)         | Parciales: 5–18, 19–14, 15–9, 21–11                    | Parciales: 5–18, 19–14, 15–9, 21–11 | Parciales: 5–18, 19–14, 15–9, 21–11                       |                                                                                         |  |
|                       | Estadísticas P. Badji 15 P. Badji 13 M. Lamine Sambe 4 | Reporte Pts Reb Asts                | Estadísticas 18 H. Ubisse 7 H. Ubisse 3 P. da Silva Matos | Pabellón: Pavilhão do Maxaquene Árbitros: Wael Mostafa Antonio Bernardo Cherubin Leslie |  |

Segunda ventana
| 29 de junio de 2018 | Costa de Marfil                                           | 62–45                                | Mozambique                                       | Dakar                                                                                  |  |
| 16:30 (UTC)         | Parciales: 11–11, 10–10, 22–7, 19–17                      | Parciales: 11–11, 10–10, 22–7, 19–17 | Parciales: 11–11, 10–10, 22–7, 19–17             |                                                                                        |  |
|                     | Estadísticas N-C. Abouo 16 V. M. Fofana 6 M. S. Diabate 4 | Reporte Pts Reb Asts                 | Estadísticas 14 K. Manuel 11 C. Muchate 2 Varios | Pabellón: Estadio Marius Ndiaye Árbitros: Samir Abaakil Gonzalo Salgueiro Saber Rezgui |  |

| 29 de junio de 2018 | República Centroafricana                                               | 82–91                                 | Senegal                                                    | Dakar                                                                                     |  |
| 19:00 (UTC)         | Parciales: 19–18, 22–26, 24–24, 17–23                                  | Parciales: 19–18, 22–26, 24–24, 17–23 | Parciales: 19–18, 22–26, 24–24, 17–23                      |                                                                                           |  |
|                     | Estadísticas M. Kouguere 17 J. Jefferson y M. Kouguere 5 M. Kouguere 4 | Reporte Pts Reb Asts                  | Estadísticas 23 G. Sy Dieng 8 G. Sy Dieng 9 X. C. Dalmeida | Pabellón: Estadio Marius Ndiaye Árbitros: Arnaud Kom Njilo Kingsley Ojeaburu Peter Kirabo |  |

| 30 de junio de 2018 | Mozambique                                                           | 63–72                                | República Centroafricana                                  | Dakar                                                                                |  |
| 16:30 (UTC)         | Parciales: 18–16, 5–11, 16–21, 24–24                                 | Parciales: 18–16, 5–11, 16–21, 24–24 | Parciales: 18–16, 5–11, 16–21, 24–24                      |                                                                                      |  |
|                     | Estadísticas K. A. Manuel y H. Ubisse 19 H. Ubisse 11 I. Nurmamade 3 | Reporte Pts Reb Asts                 | Estadísticas 14 E. Ganapamo 11 J. Jefferson 5 J. Grebongo | Pabellón: Estadio Marius Ndiaye Árbitros: Arnaud Kom Njilo Peter Kirabo Saber Rezgui |  |

| 30 de junio de 2018 | Senegal                                                                       | 66–61                                | Costa de Marfil                                                 | Dakar                                                                                      |  |
| 19:00 (UTC)         | Parciales: 18–8, 12–12, 24–17, 12–24                                          | Parciales: 18–8, 12–12, 24–17, 12–24 | Parciales: 18–8, 12–12, 24–17, 12–24                            |                                                                                            |  |
|                     | Estadísticas G. Sy Dieng 14 G. Sy Dieng 15 X. C. Dalmeida y M. Lamine Sambe 4 | Reporte Pts Reb Asts                 | Estadísticas 12 M. S. Diabate 9 N. Baru Adjehi 3 N. Baru Adjehi | Pabellón: Estadio Marius Ndiaye Árbitros: Samir Abaakil Sameh Estafanous Gonzalo Salgueiro |  |

| 1 de julio de 2018 | República Centroafricana                                    | 69–60                                | Costa de Marfil                                                      | Dakar                                                                                       |  |
| 16:30 (UTC)        | Parciales: 11–2, 20–26, 20–10, 18–22                        | Parciales: 11–2, 20–26, 20–10, 18–22 | Parciales: 11–2, 20–26, 20–10, 18–22                                 |                                                                                             |  |
|                    | Estadísticas D. Damachoua 18 J. Jefferson 13 D. Damachoua 6 | Reporte Pts Reb Asts                 | Estadísticas 16 O. G. Landry Edi 11 O. G. Landry Edi 9 M. S. Diabate | Pabellón: Estadio Marius Ndiaye Árbitros: Samir Abaakil Kingsley Ojeaburu Gonzalo Salgueiro |  |

| 1 de julio de 2018 | Mozambique                                                              | 63–78                                 | Senegal                                                      | Dakar                                                                                    |  |
| 19:00 (UTC)        | Parciales: 16–21, 10–16, 24–16, 13–25                                   | Parciales: 16–21, 10–16, 24–16, 13–25 | Parciales: 16–21, 10–16, 24–16, 13–25                        |                                                                                          |  |
|                    | Estadísticas K. A. Manuel 32 K. A. Manuel 7 E. Houana y C. A. Muchate 3 | Reporte Pts Reb Asts                  | Estadísticas 18 M. Lamine Sambe 8 Y. Ndoye 11 X. C. Dalmeida | Pabellón: Estadio Marius Ndiaye Árbitros: Arnaud Kom Njilo Sameh Estafanous Saber Rezgui |  |

## Segunda fase
En la segunda fase, los tres mejores equipos de cada grupo se colocarán en un grupo con tres equipos de otro grupo. Todos los resultados de la primera fase de calificación se transfieren a la segunda fase. Los partidos se jugarán entre septiembre de 2018 y febrero de 2019. Los dos mejores equipos de cada grupo junto con el tercer mejor clasificado se clasificarán para la Copa Mundial de Baloncesto FIBA.

### Grupo E
| Pos | Equipo    | PJ | PG | PP | PF  | PC  | Dif  | Pts | Notas                                                  |
| --- | --------- | -- | -- | -- | --- | --- | ---- | --- | ------------------------------------------------------ |
| 1   | Túnez     | 12 | 10 | 2  | 933 | 669 | 264  | 22  | Clasificado para la Copa Mundial de Baloncesto de 2019 |
| 2   | Angola    | 12 | 9  | 3  | 829 | 748 | 81   | 21  | Clasificado para la Copa Mundial de Baloncesto de 2019 |
| 3   | Camerún   | 12 | 7  | 5  | 872 | 794 | 78   | 19  | Posible mejor tercer equipo                            |
| 4   | Egipto    | 12 | 7  | 5  | 802 | 799 | 3    | 19  |                                                        |
| 5   | Marruecos | 12 | 4  | 8  | 739 | 789 | -50  | 16  |                                                        |
| 6   | Chad      | 12 | 3  | 9  | 721 | 898 | -177 | 15  |                                                        |

Primera ventana
| 14 de septiembre de 2018 | Angola                                              | 83–76                                 | Camerún                                                                   | Radès                                                                                           |  |
| 15:30 (UTC+1)            | Parciales: 22–14, 23–20, 25–29, 13–13               | Parciales: 22–14, 23–20, 25–29, 13–13 | Parciales: 22–14, 23–20, 25–29, 13–13                                     |                                                                                                 |  |
|                          | Estadísticas Y. Moreira 20 Y. Moreira 9 C. Morais 6 | Reporte Pts Reb Asts                  | Estadísticas 20 B. Mbala Mendzana 6 L. C. Nnoko 4 J. N'zeulie y G. Pitard | Pabellón: Salle Omnisport de Radès Árbitros: Felipe Valenzuela Kingsley Ojeaburu Youssouf Maiga |  |

| 14 de septiembre de 2018 | Marruecos                                                                          | 50–65                                | Túnez                                                                      | Radès                                                                                   |  |
| 18:00 (UTC+1)            | Parciales: 13–12, 10–21, 13–26, 14–6                                               | Parciales: 13–12, 10–21, 13–26, 14–6 | Parciales: 13–12, 10–21, 13–26, 14–6                                       |                                                                                         |  |
|                          | Estadísticas A. Lahrichi 11 A. Lahrichi 7 K. Gourari, M. K. Hachad y A. Lahrichi 3 | Reporte Pts Reb Asts                 | Estadísticas 13 Z. Chennoufi, M. El Mabrouk y M. Roll 9 S. Mejri 4 M. Roll | Pabellón: Salle Omnisport de Radès Árbitros: Cherubin Leslie Mbaye Seye Ilias Kounelles |  |

| 14 de septiembre de 2018 | Egipto                                                            | 99–83                                 | Chad                                                       | Radès                                                                                                |  |
| 20:30 (UTC+1)            | Parciales: 21–23, 22–26, 30–14, 26–20                             | Parciales: 21–23, 22–26, 30–14, 26–20 | Parciales: 21–23, 22–26, 30–14, 26–20                      | |  |
|                          | Estadísticas O. T. Oraby 18 O. T. Oraby 10 R. I. Moursi Abdalla 5 | Reporte Pts Reb Asts                  | Estadísticas 18 R. Nato Kolmia 8 P. Nakidjim 4 O. Ndilngar | Pabellón: Salle Omnisport de Radès Árbitros: Babacar Gueye Hassane Kamate Opeyemi Oluwaseun Ogunleye |  |

| 15 de septiembre de 2018 | Camerún                                                                     | 84–74                                 | Marruecos                                                          | Radès                                                                                           |  |
| 15:30 (UTC+1)            | Parciales: 22–20, 20–19, 12–24, 30–11                                       | Parciales: 22–20, 20–19, 12–24, 30–11 | Parciales: 22–20, 20–19, 12–24, 30–11                              |                                                                                                 |  |
|                          | Estadísticas A. W. Adala Moto y J. N'zeulie 18 F. Sama Taku 7 J. N'zeulie 4 | Reporte Pts Reb Asts                  | Estadísticas 14 S. Kourodu 8 K. Gourari 3 K. Gourari y A. Lahrichi | Pabellón: Salle Omnisport de Radès Árbitros: Felipe Valenzuela Mathurin N'Guessan Babacar Gueye |  |

| 15 de septiembre de 2018 | Túnez                                                      | 69–47                                | Egipto                                                      | Radès                                                                                    |  |
| 18:00 (UTC+1)            | Parciales: 24–12, 13–12, 19–15, 13–8                       | Parciales: 24–12, 13–12, 19–15, 13–8 | Parciales: 24–12, 13–12, 19–15, 13–8                        |                                                                                          |  |
|                          | Estadísticas O. Abada y F. Lahiani 15 S. Mejri 9 M. Roll 7 | Reporte Pts Reb Asts                 | Estadísticas 14 A. A. M. Marei 6 O. T. Oraby 5 A. Elmaraghy | Pabellón: Salle Omnisport de Radès Árbitros: Youssouf Maiga Kingsley Ojeaburu Mbaye Seye |  |

| 15 de septiembre de 2018 | Chad                                                          | 33–75                              | Angola                                          | Radès                                                                                              |  |
| 20:30 (UTC+1)            | Parciales: 13–16, 4–19, 9–23, 7–17                            | Parciales: 13–16, 4–19, 9–23, 7–17 | Parciales: 13–16, 4–19, 9–23, 7–17              | |  |
|                          | Estadísticas M. Koibe 12 B. Djimassal 16 A. A. Noubaramadje 3 | Reporte Pts Reb Asts               | Estadísticas 23 C. Morais 8 R. Moore 4 R. Moore | Pabellón: Salle Omnisport de Radès Árbitros: Ilias Kounelles Cherubin Leslie Peter Fredrick Kirabo |  |

| 16 de septiembre de 2018 | Chad                                                           | 69–63                                 | Marruecos                                                | Radès |  |
| 15:30 (UTC+1)            | Parciales: 18–15, 19–13, 22–16, 10–19                          | Parciales: 18–15, 19–13, 22–16, 10–19 | Parciales: 18–15, 19–13, 22–16, 10–19                    | |  |
|                          | Estadísticas R. Moguena 16 P. Nakidjim 14 A. A. Noubaramadje 6 | Reporte Pts Reb Asts                  | Estadísticas 19 A. Lahrichi 9 A. Lahrichi 5 M. K. Hachad | Pabellón: Salle Omnisport de Radès Árbitros: Mathurin N'Guessan Hassane Kamate Opeyemi Oluwaseun Ogunleye |  |

| 16 de septiembre de 2018 | Túnez                                                 | 84–64                                 | Angola                                          | Radès                                                                                            |  |
| 18:00 (UTC+1)            | Parciales: 17–15, 22–21, 23–13, 22–15                 | Parciales: 17–15, 22–21, 23–13, 22–15 | Parciales: 17–15, 22–21, 23–13, 22–15           |                                                                                                  |  |
|                          | Estadísticas M. Ben Romdhane 25 S. Mejri 12 M. Roll 5 | Reporte Pts Reb Asts                  | Estadísticas 18 R. Moore 8 C. Morais 3 L. Paulo | Pabellón: Salle Omnisport de Radès Árbitros: Felipe Valenzuela Cherubin Leslie Kingsley Ojeaburu |  |

| 16 de septiembre de 2018 | Camerún                                                            | 58–62                                 | Egipto | Radès                                                                                  |  |
| 20:30 (UTC+1)            | Parciales: 10–10, 17–17, 13–19, 18–16                              | Parciales: 10–10, 17–17, 13–19, 18–16 | Parciales: 10–10, 17–17, 13–19, 18–16 |                                                                                        |  |
|                          | Estadísticas B. Mbala Mendzana 19 L. C. Nnoko 6 A. W. Adala Moto 3 | Reporte Pts Reb Asts                  | Estadísticas 10 R. I. Moursi Abdalla y O. T. Oraby 7 R. M. Talaat Gunady 2 R. I. Moursi Abdalla, Y. W. Aboushousha y R. M. Talaat Gunady | Pabellón: Salle Omnisport de Radès Árbitros: Youssouf Maiga Mbaye Seye Ilias Kounelles |  |

Segunda ventana
| 30 de noviembre de 2018 | Túnez                                           | 89–51                                | Marruecos                                                   | Luanda                                                                                           |  |
| 15:00 (UTC+1)           | Parciales: 34–12, 16–12, 18–8, 21–19            | Parciales: 34–12, 16–12, 18–8, 21–19 | Parciales: 34–12, 16–12, 18–8, 21–19                        |                                                                                                  |  |
|                         | Estadísticas O. Abada 13 M. Ghyaza 6 O. Abada 7 | Reporte Pts Reb Asts                 | Estadísticas 13 J. Benchlikha 5 A. El Ghazi 2 J. Benchlikha | Pabellón: Pavilhão Multiusos do Kilamba Árbitros: Juan Fernández Babacar Gueye Aboulaye Kamagate |  |

| 30 de noviembre de 2018 | Chad                                                     | 58–85                                 | Egipto                                              | Luanda |  |
| 17:30 (UTC+1)           | Parciales: 10–20, 14–26, 17–17, 17–22                    | Parciales: 10–20, 14–26, 17–17, 17–22 | Parciales: 10–20, 14–26, 17–17, 17–22               | |  |
|                         | Estadísticas P. Nakidjim 12 P. Nakidjim 16 O. Ndilngar 3 | Reporte Pts Reb Asts                  | Estadísticas 13 I. Elgammal 8 H. Khalifa 5 O. Farag | Pabellón: Pavilhão Multiusos do Kilamba Árbitros: Cherubin Leslie Tonton Banza Kalume Peter Fredrik Kirabo |  |

| 30 de noviembre de 2018 | Camerún                                                          | 73–77                                 | Angola                                               | Luanda                                                                                      |  |
| 20:00 (UTC+1)           | Parciales: 24–17, 15–19, 15–14, 19–27                            | Parciales: 24–17, 15–19, 15–14, 19–27 | Parciales: 24–17, 15–19, 15–14, 19–27                |                                                                                             |  |
|                         | Estadísticas B. Mbala Mendzana 17 Y. Frank 7 R. Songolo Ngijol 2 | Reporte Pts Reb Asts                  | Estadísticas 22 C. Morais 9 Y. Moreira 2 G. Domingos | Pabellón: Pavilhão Multiusos do Kilamba Árbitros: Ognjen Jokic Kingsley Ojeaburu Mbaye Seye |  |

| 1 de diciembre de 2018 | Egipto                                             | 73–64                                             | Túnez                                                      | Luanda                                                                                   |  |
| 15:00 (UTC+1)          | Parciales: 22–23, 15–14, 9–10, 12–11 (T.E.: 15-6)  | Parciales: 22–23, 15–14, 9–10, 12–11 (T.E.: 15-6) | Parciales: 22–23, 15–14, 9–10, 12–11 (T.E.: 15-6)          |                                                                                          |  |
|                        | Estadísticas O. Oraby 16 O. Oraby 13 I. Elgammal 7 | Reporte Pts Reb Asts                              | Estadísticas 14 M. El Mabrouk 6 O. Abada 3 M. Ben Romdhane | Pabellón: Pavilhão Multiusos do Kilamba Árbitros: Ognjen Jokic Youssouf Maiga Mbaye Seye |  |

| 1 de diciembre de 2018 | Marruecos                                          | 57–63                                 | Camerún                                                    | Luanda                                                                                         |  |
| 17:30 (UTC+1)          | Parciales: 16–13, 10–18, 13–14, 18–18              | Parciales: 16–13, 10–18, 13–14, 18–18 | Parciales: 16–13, 10–18, 13–14, 18–18                      |                                                                                                |  |
|                        | Estadísticas M. Choua 14 M. Choua 12 A. Lahrichi 3 | Reporte Pts Reb Asts                  | Estadísticas 20 A. W. Adala Moto 10 K. Kadji 3 J. N'Zeulie | Pabellón: Pavilhão Multiusos do Kilamba Árbitros: Juan Fernández Cherubin Leslie Babacar Gueye |  |

| 1 de diciembre de 2018 | Angola                                               | 90–50                                | Chad                                                      | Luanda |  |
| 20:00 (UTC+1)          | Parciales: 24–16, 20–7, 27–16, 19–11                 | Parciales: 24–16, 20–7, 27–16, 19–11 | Parciales: 24–16, 20–7, 27–16, 19–11                      | |  |
|                        | Estadísticas C. Morais 14 Y. Moreira 10 Y. Moreira 5 | Reporte Pts Reb Asts                 | Estadísticas 14 R. Moguena 11 P. Nakidjim 2 F. Ndoumangar | Pabellón: Pavilhão Multiusos do Kilamba Árbitros: Kingsley Ojeaburu Mathurin N'Guessan Peter Fredrick Kirabo |  |

| 2 de diciembre de 2018 | Egipto                                                 | 60–80                                | Camerún                                              | Luanda                                                                                              |  |
| 15:00 (UTC+1)          | Parciales: 25–22, 14–23, 12–21, 9–14                   | Parciales: 25–22, 14–23, 12–21, 9–14 | Parciales: 25–22, 14–23, 12–21, 9–14                 | |  |
|                        | Estadísticas I. Elgammal 16 A. Mahmoud 8 I. Elgammal 3 | Reporte Pts Reb Asts                 | Estadísticas 30 J. N'Zeulie 8 Y. Frank 5 J. N'Zeulie | Pabellón: Pavilhão Multiusos do Kilamba Árbitros: Ognjen Jokic Kingsley Ojeaburu Mathurin N'Guessan |  |

| 2 de diciembre de 2018 | Marruecos                                               | 62–45                                | Chad                                                    | Luanda                                                                                             |  |
| 17:30 (UTC+1)          | Parciales: 16–3, 15–10, 18–14, 13–18                    | Parciales: 16–3, 15–10, 18–14, 13–18 | Parciales: 16–3, 15–10, 18–14, 13–18                    | |  |
|                        | Estadísticas S. Benhmine 16 A. El Ghazi 9 A. Lahrichi 5 | Reporte Pts Reb Asts                 | Estadísticas 16 R. Nato Kolmia 9 M. Koibe 4 O. Ndilngar | Pabellón: Pavilhão Multiusos do Kilamba Árbitros: Cherubin Leslie Aboulaye Kamagate Youssouf Maiga |  |

| 2 de diciembre de 2018 | Angola                                               | 69–63                                 | Túnez                                                         | Luanda                                                                                          |  |
| 20:00 (UTC+1)          | Parciales: 14–12, 24–17, 19–21, 12–13                | Parciales: 14–12, 24–17, 19–21, 12–13 | Parciales: 14–12, 24–17, 19–21, 12–13                         |                                                                                                 |  |
|                        | Estadísticas C. Morais 17 Y. Moreira 6 G. Domingos 4 | Reporte Pts Reb Asts                  | Estadísticas 16 M. Ben Romdhane 11 M. Ben Romdhane 4 O. Abada | Pabellón: Pavilhão Multiusos do Kilamba Árbitros: Juan Fernández Mbaye Seye Tonton Banza Kalume |  |

### Grupo F
| Pos | Equipo                   | PJ | PG | PP | PF   | PC  | Dif  | Pts | Notas                                                  |
| --- | ------------------------ | -- | -- | -- | ---- | --- | ---- | --- | ------------------------------------------------------ |
| 1   | Nigeria                  | 12 | 10 | 2  | 1073 | 805 | 268  | 22  | Clasificado para la Copa Mundial de Baloncesto de 2019 |
| 2   | Senegal                  | 12 | 10 | 2  | 889  | 781 | 108  | 22  | Clasificado para la Copa Mundial de Baloncesto de 2019 |
| 3   | Costa de Marfil          | 12 | 7  | 5  | 806  | 720 | 86   | 19  | Posible mejor tercer equipo                            |
| 4   | República Centroafricana | 12 | 6  | 6  | 816  | 844 | -28  | 18  |                                                        |
| 5   | Ruanda                   | 12 | 3  | 9  | 807  | 997 | -190 | 15  |                                                        |
| 6   | Malí                     | 12 | 3  | 9  | 768  | 909 | -141 | 15  |                                                        |

Primera ventana
| 14 de septiembre de 2018 | República Centroafricana                                                             | 65–66                                 | Malí                                             | Lagos                                                                              |  |
| 15:00 (UTC+1)            | Parciales: 15–15, 22–10, 13–18, 15–23                                                | Parciales: 15–15, 22–10, 13–18, 15–23 | Parciales: 15–15, 22–10, 13–18, 15–23            |                                                                                    |  |
|                          | Estadísticas M. Kouguere 19 J. Djimrabaye 7 W. Kossangue, Y. Zachée y D. Damachoua 5 | Reporte Pts Reb Asts                  | Estadísticas 16 I. Djambo 6 N. Diarra 6 M. Kante | Pabellón: National Stadium Complex Árbitros: Ognjen Jokic Amr Aboollo Saber Rezgui |  |

| 14 de septiembre de 2018 | Senegal                                                               | 94–89                                 | Ruanda                                             | Lagos                                                                                                 |  |
| 17:30 (UTC+1)            | Parciales: 24–24, 24–12, 23–24, 23–29                                 | Parciales: 24–24, 24–12, 23–24, 23–29 | Parciales: 24–24, 24–12, 23–24, 23–29              | |  |
|                          | Estadísticas G. Sy Dieng 28 G. Sy Dieng y Y. Ndoye 7 X. C. Dalmeida 9 | Reporte Pts Reb Asts                  | Estadísticas 19 K. Gasana 8 K. Kabange 4 K. Gasana | Pabellón: National Stadium Complex Árbitros: Samir Abaakil Wael Ibrahim Mohamed Mostafa Andrés Bartel |  |

| 14 de septiembre de 2018 | Costa de Marfil                                           | 73–84                                 | Nigeria                                                      | Lagos                                                                                              |  |
| 20:00 (UTC+1)            | Parciales: 19–21, 13–20, 16–23, 25–20                     | Parciales: 19–21, 13–20, 16–23, 25–20 | Parciales: 19–21, 13–20, 16–23, 25–20                        | |  |
|                          | Estadísticas V. M. Fofana 15 N-C. Abouo 6 M. S. Diabate 6 | Reporte Pts Reb Asts                  | Estadísticas 15 O. Emegano 6 B. Uzoh y I. Diogu 4 A-F. Aminu | Pabellón: National Stadium Complex Árbitros: Arnaud Kom Njilo Tonton Banza Kalume Tarek Ben Ltaifa |  |

| 15 de septiembre de 2018 | Malí                                                        | 71–82                                 | Senegal                                           | Lagos |  |
| 15:00 (UTC+1)            | Parciales: 20–20, 17–17, 12–26, 22–19                       | Parciales: 20–20, 17–17, 12–26, 22–19 | Parciales: 20–20, 17–17, 12–26, 22–19             | |  |
|                          | Estadísticas S. Cissé 17 I. Djambo y N. Diarra 8 M. Kante 6 | Reporte Pts Reb Asts                  | Estadísticas 23 Y. Ndoye 9 Y. Ndoye 9 X. Dalmeida | Pabellón: National Stadium Complex Árbitros: Samir Abaakil Artur Cesar Bandeira De Castro Arnaud Kom Njilo |  |

| 15 de septiembre de 2018 | Ruanda                                                                  | 53–71                                | Costa de Marfil                                                            | Lagos                                                                                   |  |
| 17:30 (UTC+1)            | Parciales: 19–21, 14–19, 4–16, 16–15                                    | Parciales: 19–21, 14–19, 4–16, 16–15 | Parciales: 19–21, 14–19, 4–16, 16–15                                       |                                                                                         |  |
|                          | Estadísticas D. Ndayisaba Ndizeye 13 D. Manzi y K. Gasana 5 K. Gasana 4 | Reporte Pts Reb Asts                 | Estadísticas 16 V. M. Fofana 7 N-C. Abouo y N. Baru Adjehi 5 M. S. Diabate | Pabellón: National Stadium Complex Árbitros: Andrés Bartel Tarek Ben Ltaifa Amr Aboollo |  |

| 15 de septiembre de 2018 | Nigeria                                              | 114–69                               | República Centroafricana                                   | Lagos                                                                                               |  |
| 20:00 (UTC+1)            | Parciales: 25–20, 26–19, 37–21, 26–9                 | Parciales: 25–20, 26–19, 37–21, 26–9 | Parciales: 25–20, 26–19, 37–21, 26–9                       | |  |
|                          | Estadísticas I. Iroegbu 18 A-F. Aminu 8 A-F. Aminu 5 | Reporte Pts Reb Asts                 | Estadísticas 17 J. Grebongo 6 J. Djimrabaye 3 D. Damachoua | Pabellón: National Stadium Complex Árbitros: Ognjen Jokic Wael Ibrahim Mohamed Mostafa Saber Rezgui |  |

| 16 de septiembre de 2018 | Malí                                                         | 59–69                                | Costa de Marfil                                                          | Lagos                                                                                          |  |
| 15:00 (UTC+1)            | Parciales: 18–19, 7–16, 18–15, 16–19                         | Parciales: 18–19, 7–16, 18–15, 16–19 | Parciales: 18–19, 7–16, 18–15, 16–19                                     |                                                                                                |  |
|                          | Estadísticas S. Cissé y I. Djambo 13 I. Djambo 10 M. Kante 8 | Reporte Pts Reb Asts                 | Estadísticas 15 V. M. Fofana 7 N-C. Abouo 3 V. M. Fofana y M. S. Diabate | Pabellón: National Stadium Complex Árbitros: Ognjen Jokic Tonton Banza Kalume Tarek Ben Ltaifa |  |

| 16 de septiembre de 2018 | Ruanda                                                 | 61–68                                 | República Centroafricana                              | Lagos |  |
| 17:30 (UTC+1)            | Parciales: 13–16, 14–11, 17–14, 17–27                  | Parciales: 13–16, 14–11, 17–14, 17–27 | Parciales: 13–16, 14–11, 17–14, 17–27                 | |  |
|                          | Estadísticas J-P. A. Rwabigwi 16 E. Kaje 9 K. Gasana 6 | Reporte Pts Reb Asts                  | Estadísticas 18 D. Damachoua 10 J. Jefferson 2 Varios | Pabellón: National Stadium Complex Árbitros: Arnaud Kom Njilo Artur Cesar Bandeira De Castro Wael Ibrahim Mohamed Mostafa |  |

| 16 de septiembre de 2018 | Nigeria                                          | 89–61                                 | Senegal                                                                    | Lagos                                                                                |  |
| 20:00 (UTC+1)            | Parciales: 27–14, 22–17, 17–18, 23–12            | Parciales: 27–14, 22–17, 17–18, 23–12 | Parciales: 27–14, 22–17, 17–18, 23–12                                      |                                                                                      |  |
|                          | Estadísticas I. Diogu 17 I. Diogu 9 I. Iroegbu 5 | Reporte Pts Reb Asts                  | Estadísticas 17 G. Dieng 10 Y. Ndoye 3 M. Ndour, X. Dalmeida y M. L. Sambe | Pabellón: National Stadium Complex Árbitros: Samir Abaakil Amr Aboollo Andrés Bartel |  |

Segunda ventana
| 22 de febrero de 2019 | Malí                                            | 57–78                                 | República Centroafricana                                                | Treichville                                                                                     |  |
| 15:00 (UTC+0)         | Parciales: 12–17, 11–18, 15–19, 19–21           | Parciales: 12–17, 11–18, 15–19, 19–21 | Parciales: 12–17, 11–18, 15–19, 19–21                                   |                                                                                                 |  |
|                       | Estadísticas S. Cissé 17 I. Djambo 7 M. Drame 4 | Reporte Pts Reb Asts                  | Estadísticas 18 D. Damachoua 10 J. Jefferson 4 D. Damachoua y Y. Zachée | Pabellón: Palais des Sports de Treichville Árbitros: Samir Abaakil Tarek Ben Ltaifa Amr Aboollo |  |

| 22 de febrero de 2019 | Ruanda                                                       | 41–81                               | Senegal                                      | Treichville                                                                                          |  |
| 17:30 (UTC+0)         | Parciales: 14–26, 8–17, 9–23, 10–15                          | Parciales: 14–26, 8–17, 9–23, 10–15 | Parciales: 14–26, 8–17, 9–23, 10–15          | |  |
|                       | Estadísticas D. Ndayisaba Ndizeye 7 O. Shyaka 6 D. Garrett 3 | Reporte Pts Reb Asts                | Estadísticas 18 Y. Ndoye 9 Y. Ndoye 3 Varios | Pabellón: Palais des Sports de Treichville Árbitros: Martin Horozov Saber Rezgui Tonton Banza Kalume |  |

| 22 de febrero de 2019 | Nigeria                                                        | 46–72                                | Costa de Marfil                                               | Treichville |  |
| 20:00 (UTC+0)         | Parciales: 10–14, 9–14, 12–27, 15–17                           | Parciales: 10–14, 9–14, 12–27, 15–17 | Parciales: 10–14, 9–14, 12–27, 15–17                          | |  |
|                       | Estadísticas I. Diogu 10 E. Ibekwe 10 I. Diogu y J. Akindele 2 | Reporte Pts Reb Asts                 | Estadísticas 15 G. Landry Edi 10 M. Déba Kone 5 G. Landry Edi | Pabellón: Palais des Sports de Treichville Árbitros: Daniel Alberto García Nieves Wael Ibrahim Mohamed Mostafa Cherubin Leslie |  |

| 23 de febrero de 2019 | Senegal                                                                     | 62–38                               | Malí                                                     | Treichville |  |
| 15:00 (UTC+0)         | Parciales: 17–12, 22–10, 16–13, 7–3                                         | Parciales: 17–12, 22–10, 16–13, 7–3 | Parciales: 17–12, 22–10, 16–13, 7–3                      | |  |
|                       | Estadísticas B. Toure 14 B. Toure 11 T. Niang, P. N. Diatta y M. L. Sambe 3 | Reporte Pts Reb Asts                | Estadísticas 10 N. Diarra 7 B. Fadiala Sidibe 3 S. Cissé | Pabellón: Palais des Sports de Treichville Árbitros: Arnaud Kom Njilo Wael Ibrahim Mohamed Mostafa Amr Aboollo |  |

| 23 de febrero de 2019 | República Centroafricana                                                        | 59–72                                 | Nigeria                                          | Treichville |  |
| 17:30 (UTC+0)         | Parciales: 14–14, 11–18, 15–21, 19–19                                           | Parciales: 14–14, 11–18, 15–21, 19–19 | Parciales: 14–14, 11–18, 15–21, 19–19            | |  |
|                       | Estadísticas J. Jefferson 16 M. Zianveni y R. Sato 5 W. Kossangue y Y. Zachée 4 | Reporte Pts Reb Asts                  | Estadísticas 22 I. Diogu 10 I. Iroegbu 5 M. Umeh | Pabellón: Palais des Sports de Treichville Árbitros: Daniel Alberto García Nieves Antonio Emanuel Ferraz Bernardo Tarek Ben Ltaifa |  |

| 23 de febrero de 2019 | Costa de Marfil                                       | 87–60                                 | Ruanda                                                                 | Treichville                                                                                       |  |
| 20:00 (UTC+0)         | Parciales: 18–15, 29–14, 19–15, 21–16                 | Parciales: 18–15, 29–14, 19–15, 21–16 | Parciales: 18–15, 29–14, 19–15, 21–16                                  |                                                                                                   |  |
|                       | Estadísticas V. Fofana 21 M. Déba Kone 10 J-F. Kebe 7 | Reporte Pts Reb Asts                  | Estadísticas 16 K. Kabange 6 J-P. A. Rwabigwi y K. Kabange 5 K. Gasana | Pabellón: Palais des Sports de Treichville Árbitros: Samir Abaakil Martin Horozov Cherubin Leslie |  |

| 24 de febrero de 2019 | Senegal                               | 84–63                                 | Nigeria                               | Treichville |  |
| 15:00 (UTC+0)         | Parciales: 27–19, 13–15, 23–19, 21–10 | Parciales: 27–19, 13–15, 23–19, 21–10 | Parciales: 27–19, 13–15, 23–19, 21–10 | |  |
|                       |                                       | Reporte                               |                                       | Pabellón: Palais des Sports de Treichville Árbitros: Martin Horozov Antonio Emanuel Ferraz Bernardo Saber Rezgui |  |

| 24 de febrero de 2019 | República Centroafricana                               | 77–69                                 | Ruanda                                                               | Treichville                                                                                                |  |
| 17:30 (UTC+0)         | Parciales: 20–12, 14–26, 18–19, 25–12                  | Parciales: 20–12, 14–26, 18–19, 25–12 | Parciales: 20–12, 14–26, 18–19, 25–12                                | |  |
|                       | Estadísticas D. Damachoua 18 J. Djimrabaye 9 R. Sato 8 | Reporte Pts Reb Asts                  | Estadísticas 33 K. Gasana 7 K. Gasana 5 J. J. Nshobozwabyosenumukiza | Pabellón: Palais des Sports de Treichville Árbitros: Arnaud Kom Njilo Tarek Ben Ltaifa Tonton Banza Kalume |  |

| 24 de febrero de 2019 | Costa de Marfil                                          | 69–49                                 | Malí                                                  | Treichville |  |
| 20:00 (UTC+0)         | Parciales: 26–15, 18–11, 13–10, 12–13                    | Parciales: 26–15, 18–11, 13–10, 12–13 | Parciales: 26–15, 18–11, 13–10, 12–13                 | |  |
|                       | Estadísticas S. Diabate 16 M. Déba Kone 6 M. Déba Kone 3 | Reporte Pts Reb Asts                  | Estadísticas 9 M. Drame 8 B. F. Sidibe 2 I. L. Sidibé | Pabellón: Palais des Sports de Treichville Árbitros: Daniel Alberto García Nieves Samir Abaakil Wael Ibrahim Mohamed Mostafa |  |

### Mejor tercer equipo
| Pos | Equipo          | Grupo | PJ | PG | PP | PF  | PC  | Dif | Pts | Notas                                                  |
| --- | --------------- | ----- | -- | -- | -- | --- | --- | --- | --- | ------------------------------------------------------ |
| 1   | Costa de Marfil | F     | 12 | 7  | 5  | 806 | 720 | 86  | 19  | Clasificado para la Copa Mundial de Baloncesto de 2019 |
| 2   | Camerún         | E     | 12 | 7  | 5  | 872 | 794 | 78  | 19  |                                                        |

## Clasificados
| Angola | Costa de Marfil | Nigeria | Senegal | Túnez |